# 余琰 (弘治進士)
余琰（1464年—？年），字公瑞，四川順慶府渠縣人，明朝政治人物。

## 生平
四川鄉試第三十三名舉人。弘治九年（1496年）中式丙辰科三甲第一百一十一名進士。

## 家族
曾祖余文玉；祖父余懷，遇例冠帶；父余自然，義官。母段氏；繼母田氏；繼母楊氏。